# Protuberans

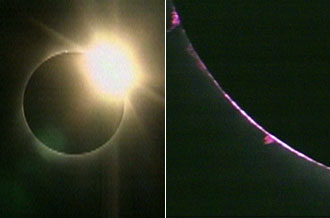
Op de rechterfoto ziet men protuberansen, die zichtbaar zijn tijdens een zonsverduistering.

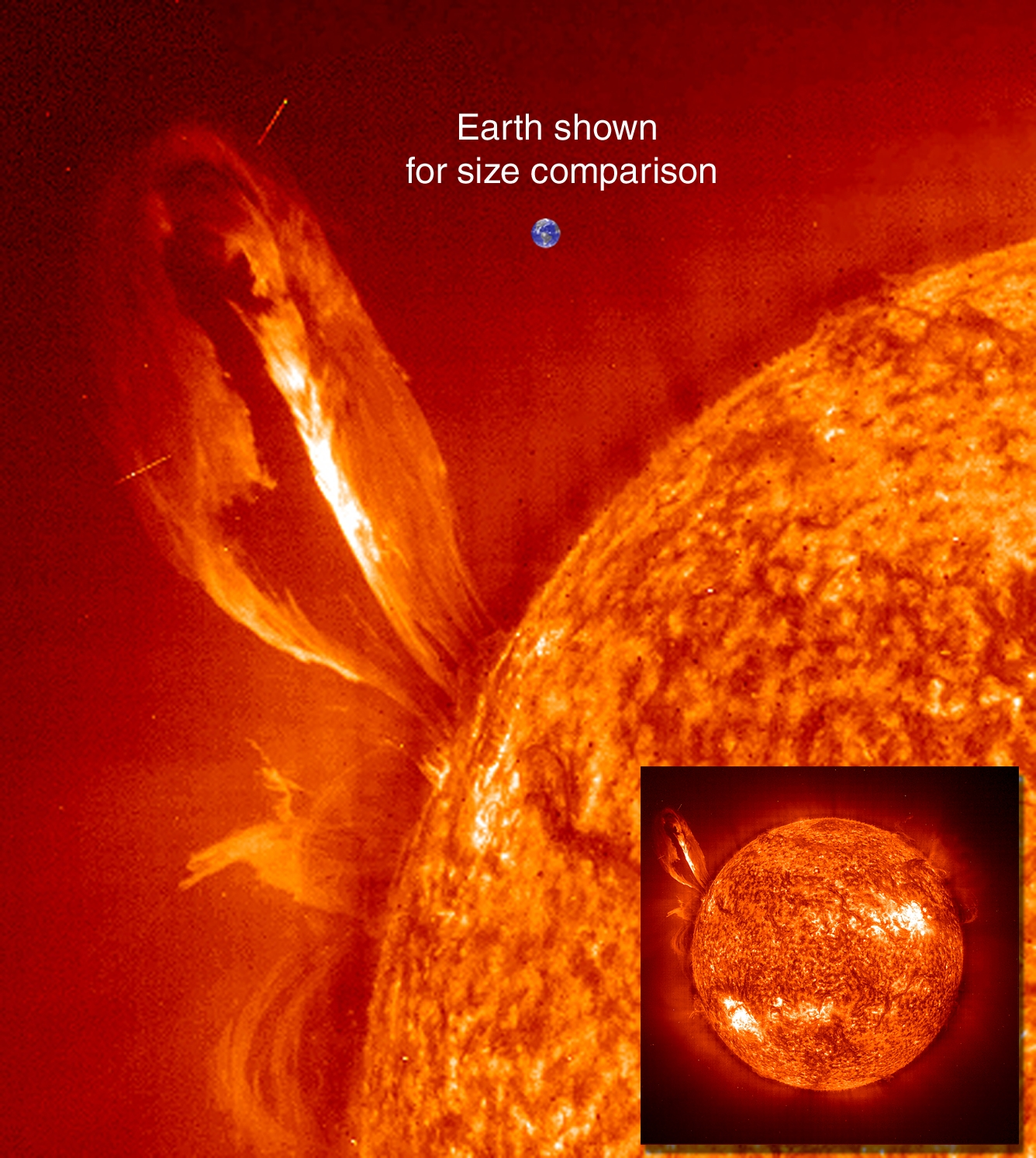
De grootte van een protuberans vergeleken met die van de Aarde

Een protuberans is een lange, grillig gevormde materiebrug in de atmosfeer van de zon. Het woord protuberans is het onvoltooid deelwoord van het Latijnse werkwoord protuberare, dat uitpuilen betekent. Protuberansen hebben vaak de vorm van een soort wolk. Als zo'n wolk zichtbaar is tegen de achtergrond van de zonneschijf dan ziet ze er donker uit en wordt ze filament genoemd. Als zo'n wolk voorbij de rand van de zonneschijf steekt, dan ziet zij er daar helder uit en heet ze een protuberans. Protuberansen kunnen ongeveer 50.000 à 100.000 km (ongeveer 5 tot 10% van de diameter van de zon) boven het oppervlak van de zon uitsteken. De grootste die ooit werd waargenomen was 350.000 km hoog. Protuberansen en filamenten kunnen verscheidene maanden oud worden, maar sommige verdwijnen veel sneller.
Men onderscheidt de volgende types:
- rustige protuberans
- actieve protuberans
- eruptieve protuberans

## Waarneming
Protuberansen en filamenten zijn niet zichtbaar in wit licht, maar alleen in licht van het midden van sterke spectraallijnen. Protuberansen kan men waarnemen met een coronagraaf of een H-α filter.

## Ontstaan
Sommige protuberansen lijken te verschijnen door zonnevlammen. 